# Penstemon ophianthus
Penstemon ophianthus är en grobladsväxtart som beskrevs av Dorothy Irene Fennell. Penstemon ophianthus ingår i släktet penstemoner, och familjen grobladsväxter. Inga underarter finns listade i Catalogue of Life.